# How Beauty Holds the Hand of Sorrow
How Beauty Holds the Hand of Sorrow è il decimo album in studio della cantautrice norvegese Ane Brun, pubblicato nel 2020.

## Tracce
Testi e musiche di Ane Brun, eccetto se diversamente indicato.
1. Last Breath – 5:09
2. Closer – 4:38
3. Song for Thrill and Tom – 3:16
4. Meet You at the Delta – 3:49
5. Trust – 4:10
6. Gentle Wind of Gratitude – 4:07
7. Breaking the Surface – 4:02
8. Lose My Way – 5:19 (Ane Brun, Dustin O'Halloran)
9. Don't Run and Hide [Piano Version] – 4:07